# Радзейовиці (гміна)
Гміна Радзейовіце (пол. Gmina Radziejowice) — сільська гміна у центральній Польщі. Належить до Жирардовського повіту Мазовецького воєводства.
Станом на 31 грудня 2011 у гміні проживало 5228 осіб.

## Площа
Згідно з даними за 2007 рік площа гміни становила 80.06 км², у тому числі:
- орні землі: 68.00%
- ліси: 23.00%

Таким чином, площа гміни становить 15.03% площі повіту.

## Населення
Станом на 31 грудня 2011:
| Опис     | Загалом | Загалом | Чоловіки | Чоловіки | Жінки | Жінки |
| -------- | ------- | ------- | -------- | -------- | ----- | ----- |
| одиниця  | осіб    | %       | осіб     | %        | осіб  | %     |
| все      | 5228    | 100     | 2550     | 48.78    | 2678  | 51.22 |
| міське   | 0       | 100     | 0        |          | 0     |       |
| сільське | 5228    | 100     | 2550     | 48.78    | 2678  | 51.22 |

## Сусідні гміни
Гміна Радзейовіце межує з такими гмінами: Віскіткі, Ґродзіськ-Мазовецький, Жирардув, Мщонув, Пуща-Марянська, Якторув.